# Дренте
Дренте (на нидерландски: Drenthe, Drenthe) е провинция разположена в североизточната част на Нидерландия. На изток провинцията граничи с немската провинция Долна Саксония, на юг с Оверейсел, на запад с Фризия, а на север с Гронинген. Столицата на провинцията е град Асен.
Дренте е седмата по големина нидерландска провинция с обща площ от 2633 km². Населението на провинцията е 494 760 души (по приблизителна оценка от януари 2021 г.). Гъстотата е 187,9 души на km².
В края на 90-те в провинция Дренте са извършени административни реформи и броя на общините е сведен до 12 като най-големи от тях са А ен Хьонзе, Асен и Боргер-Одорн. Четирите най-населени градове са Асен, Емен, Хогевен и Мепел.